# Rollot (Somme)
Rollot (picardisch: Reulou) ist eine nordfranzösische Gemeinde mit 768 Einwohnern (Stand 1. Januar 2022) im Département Somme in der Region Hauts-de-France. Die Gemeinde liegt im Arrondissement Montdidier und gehört zum Kanton Roye.

## Geographie
Die am weitesten südlich gelegene Gemeinde im Département Somme an der Grenze zum Département Oise liegt langgestreckt rund 10 km südöstlich von Montdidier an der Départementsstraße D935 (ehemalige Route nationale 35) nach Compiègne und der Départementsstraße D37 (im Nachbardépartement D27), die einen Teil des Systems der Chaussée Brunehaut bildet. Zu Rollot gehören die Weiler La Villette, Beauvoir, La Madeleine und nördlich isoliert Regibaye.

## Geschichte
In Rollot, das durch den traditionsreichen gleichnamigen Käse bekannt geworden ist, wurden Reste einer gallo-römischen Villa gefunden. Die Gemeinde erhielt als Auszeichnung das Croix de guerre 1914–1918.

## Einwohner
| 1962 | 1968 | 1975 | 1982 | 1990 | 1999 | 2006 | 2010 |
| ---- | ---- | ---- | ---- | ---- | ---- | ---- | ---- |
| 584  | 607  | 561  | 540  | 575  | 631  | 675  | 768  |

## Verwaltung
Bürgermeister (maire) ist seit 2008 Michel Choisy.	

## Sehenswürdigkeiten
- Pfarrkirche Saint-Nicolas
- Kirche Saint-Germain in La Villette
- Statue des 1646 hier geborenen Orientalisten Antoine Galland
- Burghügel (Motte)
- Zwei Kriegerdenkmäler, davon eines von Albert Roze geschaffen, das andere in La Villette

## Persönlichkeiten
- Antoine Galland (1646–1715), Orientalist und Übersetzer